# Crocidura telfordi
Crocidura telfordi — вид ссавців родини Soricidae. Це ендемік Танзанії. Його природне місце проживання — субтропічні або тропічні вологі гірські ліси.